# Lambert (Chile)
Lambert es una localidad chilena ubicada en la Región de Coquimbo, 20 kilómetros al noreste de la ciudad de La Serena.
Su nombre lo recibe del ingeniero de minas Carlos Lambert (1793-1876), un empresario francés que invierte en la localidad con nueva tecnología para la mina "Brillador" y que realizó un gran aporte para la minería a nivel nacional.

## Economía
Su principal actividad gira en torno a la minería, encontrándose aquí la división Lambert de la Compañía Minera San Gerónimo. Se producen cerca de 9.000 toneladas al año de sulfato de cobre y 25.000 toneladas de óxidos de cobre al mes.
En la localidad existía una estación de ferrocarril correspondiente al Longitudinal Norte.

## La Mina Escuela Brillador
Al noroeste de la localidad existe una escuela de capacitación de la Universidad de La Serena (ULS) donde se experimentan los procesos minero metalúrgicos. Pertenece al Departamento de Ingeniería en Minas de esta universidad estatal.